# Sqeezer
Sqeezer (também conhecido como Squeezer) foi uma banda alemã de eurodance/europop formada por volta do ano de 1995 pelo cantor Jim Reeves. Em sua formação original, a banda consistia em Reeves e Yvonne Spath, que já havia participado como dançarina em vários outros projetos, incluindo Captain Jack, Culture Beat, Masterboy e Funky Diamonds. A banda é mais conhecida pelos seus hits "Scandy Randy", "Blue Jeans", "Sweet Kisses" e "Without You". O grupo já vendeu 1 milhão de cópias em todo o mundo.

## História
O Sqeezer foi fundado por Jim Reeves em 1995 na cidade de Colônia, na Alemanha. O mesmo seria o único membro da banda desde sua formação original. Originalmente, o Sqeezer seria uma dupla com apenas Reeves e Yvonne, mas acabaram adicionando mais um membro, o também dançarino Tee-Jay. Eles lançaram no mesmo ano seu primeiro single, "Scandy Randy", com grande sucesso. Este lançamento foi seguido por um remix para a faixa no início de 1996. Após o lançamento de Scandy Randy, Yvonne Spath deixou o grupo e foi substituída por Loretta Stern e com ela eles lançaram seu próximo single, "Blue Jeans". Eles também lançaram seu primeiro álbum, Drop Your Pants, em 1996. O terceiro single, "Sweet Kisses", foi lançado em 1997 e foi o último single com Tee-Jay. O single foi muito bem-sucedido, passando 11 semanas na primeira posição nas paradas musicais espanholas. Depois disso, Tee-Jay foi substituído pelo também dançarino Marc Theven, e o grupo lançou seu quarto e último single, "Saturday Night". Este single não teve tanto sucesso, alcançando apenas a posição de número 43 nas paradas alemãs. Com tanto sucesso, levou o grupo a se preparar para uma possível grande turnê, mas esses planos tiveram que ser cancelados devido a morte trágica de Marc Theven, que cometeu suicídio. O grupo quase se separou quando uma carta escrita por Theven antes de sua morte alegou que Reeves, Lori e Sqeezer eram os responsáveis por sua morte. No entanto, eles conseguiram ficar juntos e um novo single foi lançado em setembro. "Tamagotchi (Tschoopapa...)" foi gravado em colaboração com a Saban Worldwide, detentora dos direitos de Tamagotchi, para o álbum de compilação Tamagotchi Smash Hits. Eles acompanharam isso com o single "Get It Right", o single principal de seu segundo álbum. "Get It Right" foi gravado para o seu segundo álbum, Streetlife.
Em 1998, foi lançado o segundo álbum do Sqeezer, Streetlife, que afastou o grupo da eurodance/bubblegum pop de seu primeiro álbum para um som pop mais moderno, popularizado por grupos como os Backstreet Boys. "Without You" foi o primeiro single do álbum e alcançou o Top 30 nas paradas na Alemanha, Áustria e Suíça. O álbum gerou um single final, "Wake Up". O próximo single, lançado em 1999, foi intitulado "Wishing You Were Here". Após este single, Lori Stern deixou o grupo para iniciar uma carreira como atriz e foi substituída por um membro chamada Veronica. A única faixa de Veronica com Sqeezer foi "Lonely Nights". A música nunca foi oficialmente lançada, mas vazou na íntegra no YouTube em 2018. Essas músicas possivelmente foram destinadas a um terceiro álbum. Após alguns anos de silêncio, seu próximo single, "Remember Summertime", foi lançado em 2001. A música foi lançada anteriormente em seu single "Tamagotchi" em 1997, e retrabalhada como "Summertime" para o álbum Streetlife. Este single viu a saída de Veronica e o retorno de Loretta Stern, bem como a adição de um novo membro chamado Heidi Goldstein, mas Lori saiu novamente logo após o lançamento do single. 
Em 2002, o grupo experimentou mais uma mudança de formação, com uma audição trazendo Eve e o dançarino Andreas Höhnke. Com esses membros, o grupo lançou o single "3 Times". O grupo ficou em silêncio novamente até 2004, quando eles lançaram o single "Hot Ski Teeny" como hino do show de inverno alemão Apres-Ski Hits 2004. Eles relançaram o single no verão com letras reescritas como "Hot Bikini". Em 2006, eles lançaram o Drop Your Pants, um EP contendo quatro remixes de "Blue Jeans", agora com um novo título, mas com as mesmas gravações vocais originalmente lançadas em 1996. Em 2007, o grupo reformatou seu nome para Squeezer e começou a trabalhar em um terceiro álbum de estúdio, Squeezer Reloaded. Eles lançaram três músicas destinadas a este álbum em 2008. "High Heels" foi lançado como single, "Anybody" foi lançado em compilações e "No Goodbye" foi carregado na sua página oficial no Myspace. Em 2010, eles relançaram o single "High Heels" com novos remixes.

## Morte de Jim Reeves
O grupo ficou quieto novamente por alguns anos, antes de ressurgir em 2013, depois de reverter para a ortografia Sqeezer. A formação desta época foi Jim Reeves, Olivia Rehmer e Mikey Cyrox (um ex-participante do The Voice of Germany). Jim Reeves estava mais uma vez tentando gravar o álbum Sqeezer Reloaded, desta vez começando de novo. Ele gravou novas versões de "High Heels" (agora intitulado "Nice Evening") e "Anybody", além de duas novas faixas, "Crazy Love" e "Sex With a Rockstar". As demos das quatro faixas foram enviadas para sua página no Facebook, embora "Sex With a Rockstar" tenha sido excluído mais tarde. Eles também costumavam participar de festivais dos anos 90 durante esse período.
No dia 1 de fevereiro de 2016, o membro e fundador do Sqeezer, Jim Reeves, foi encontrado morto em um albergue em Stuttgarter Platz, em Berlim. De acordo com o relatório da autópsia, a causa da morte foi por assassinato, e ainda constatou que Reeves também havia sido estuprado antes de sua morte. Na página do Facebook do grupo, os membros restantes da banda publicaram uma declaração oficial para a morte de Reeves e decidiram não continuar o grupo sem ele. Os principais suspeitos do crime teriam sido dois cidadãos poloneses, um com 23 e o outro com 30 anos de idade. O suspeito com 23 anos de idade foi deportado para a Alemanha depois de terminar sua sentença de prisão na Polônia, enquanto o outro (com 30 anos) foi pego em Barcelona carregando documentos falsos, três telefones celulares e uma grande quantidade de dinheiro. O crime foi motivado por homofobia.
Jim Reeves nasceu em 30 de abril de 1968 e seu nome real era Jim Nyasani. Ele tinha 47 anos no momento de sua morte.

## Controvérsias
Em 2006, surgiram rumores de que todas as primeiras faixas de Sqeezer foram realmente cantadas por Alexandra Prince, em vez de Yvonne, Loretta, Veronica e Heidi. A evidência desses rumores é mais aparente nas performances ao vivo com Lori (Loretta) e Heidi, onde ambos fazem apenas sincronização labial, apesar de apenas uma vocalista estar presente na faixa. 
Esses rumores ressurgiram em 2016, logo após a morte de Jim, quando Alexandra iniciou uma petição para homenagear Jim Reeves, regravando seu hit "Without You" com Delroy Rennalls (LayZee), o rapper de Mr. President. Embora Alexandra Prince seja provavelmente a voz real de Sqeezer até 2001, os singles seguintes parecem diferentes o suficiente para serem vocalistas diferentes.

## Discografia

### Álbuns
- 1996: Drop Your Pants
- 1998: Streetlife

### EPs
- 2006: Drop Your Pants

### Singles
- "Scandy Randy" (1995)
- "Blue Jeans" (1996)
- "Sweet Kisses" (1996)
- "Saturday Night" (1997)
- "Tamagotchi (Tschoopapa...)" (1997)
- "Get It Right" (1998)
- "Without You" (1998)
- "Wake Up" (1998)
- "Wishing You Were Here" (1999)
- "Remember Summertime" (2001)
- "3 Times" (2002)
- "Hot Bikini" (2004)
- "High Heels" (2008)